# Низам ал-Мулк
Абу Али ал-Хасан ал-Туси (на персийски: نظام‌الملک), наричан Низам ал-Мулк („Редът в държавата“), е ирански (персийски) държавник. В продължение на почти 30 години той е везир на селджукските султани Алп Арслан и Малик Шах I.
Низам ал-Мулк е роден в Тус и първоначално е на служба при Газневидите, като през 1059 вече е управител на областта Хорасан. През 1063 става везир на селджукския султан Алп Арслан и остава на този пост до края на живота си през 1092. През този период той има решаващо влияние върху вътрешната политика на империята и играе важна роля в изграждането на селджукската администрация. Низам ал-Мулк е известен и със своя обширен трактат „Сиясатнама“ („Книга за управлението“).
Освен с политическата си дейност, Низам ал-Мулк е известен и със създаването на множество висши училища, които носят неговото име (мадраса низамия), най-големите сред които са в Багдад и Нишапур. В много отношения тези училища се превръщат в модел за университетите, появили се малко по-късно в Европа. Мадраса низамия се превръщат в центрове на ашаризма, сунитска школа, поддържана от Низам ал-Мулк, който я използва като идеологическа алтернатива на исмаилизма на Фатимидите в Египет.
Низам ал-Мулк е убит от през 1092 г. край Нахаванд от член на сектата на асасините.